# Баром Сокареатеа
Баром Сокареатеа (кхмер. បរមសោករាជ, 1388 — 1421) — император Кхмерской империи (1417—1421).

## Биография
Согласно «Королевским хроникам» принц по имени «Сукхараджа» или «Парамасукараджа» являлся 33-м правителем Кхмерской империи и был непосрдественным предшественником Понья Ята. В этих же источниках содержатся противоречивые данные о его происхождении: чаще всего его считают сыном Дхаммасоки Рачи, но в некоторых случаях указывают как племянника короля Сорьёвонга II.
В любом случае его правление было недолгим. Погиб во время осады в возрасте 32 лет.